# Henri Cassini
Vikont Alexandre Henri Gabriel (vicomte) de Cassini (9. svibnja 1781. - 23. travnja 1832.) bio je francuski botaničar i prirodoslovac, koji se specijalizirao za obitelj suncokreta (Asteraceae) (tada poznatu kao obitelj Compositae).
Bio je najmlađe od petero djece Jacquesa Dominiquea, Comtea de Cassinija, poznatog po tome što je dovršio kartu Francuske, koji je naslijedio svog oca na mjestu direktora Pariške zvjezdarnice. Bio je i pra-praunuk poznatog talijansko-francuskog astronoma Giovannija Domenica Cassinija, koji je otkrio Jupiterovu veliku crvenu pjegu i Cassinijevu pukotinu u Saturnovim prstenovima.
Rod Cassinia je u njegovu čast nazvao botaničar Robert Brown.
Imenovao je mnoge kritosjemenjače i nove rodove u obitelji suncokreta (Asteraceae), mnoge od njih iz Sjeverne Amerike. Objavio je 65 radova i 11 recenzija u [Nouveau] Bulletin des Sciences Société Philomatique de Paris između 1812. i 1821. godine. Godine 1825. Cassini je sjevernoameričku svojtu Prenanthes (obitelj Asteraceae, tribus Lactuceae) smjestio u novi rod Nabalus. Godine 1828. nazvao je Dugaldia hoopesii u čast škotskog prirodoslovca Dugalda Stewarta (1753–1828).